# Paracyclops
Paracyclops is een geslacht van eenoogkreeftjes uit de familie van de Cyclopidae.

## Soorten
- Paracyclops abnobensis Kiefer, 1929
- Paracyclops affinis (Sars G.O., 1863)
- Paracyclops aioiensis ItoTak, 1957
- Paracyclops altissimus Karaytug, Defaye & Boxshall, 1998
- Paracyclops andinus Kiefer, 1957
- Paracyclops baicalensis Mazepova, 1961
- Paracyclops bromeliacola Karaytug & Boxshall, 1998
- Paracyclops canadensis (Willey, 1934)
- Paracyclops canthocarpoides (Fischer, 1851)
- Paracyclops carectum Reid, 1987
- Paracyclops chiltoni (Thomson G.M., 1883)
- Paracyclops coperes Gurney, 1928
- Paracyclops crassicornis (Müller O.F., 1785)
- Paracyclops dilatatus Lindberg, 1952
- Paracyclops eucyclopoides Kiefer, 1929
- Paracyclops fimbriatus (Fischer, 1853)
- Paracyclops finitimus Kiefer, 1929
- Paracyclops fischeri Najam-un-Nisa, Mahoon & Irfan Khan, 1987
- Paracyclops hardingi Karaytug & Boxshall, 1998
- Paracyclops hirsutus Mercado-Salas & Suárez-Morales, 2009
- Paracyclops imminutus Kiefer, 1929
- Paracyclops intermedius Tang & Knott, 2009
- Paracyclops linderi (Lindberg, 1948)
- Paracyclops longispina Karaytug, Defaye & Boxshall, 1998
- Paracyclops novenarius Reid, 1987
- Paracyclops oligarthrus (Sars G.O., 1909)
- Paracyclops phaleratus (Koch, 1838)
- Paracyclops pilosus Dussart, 1984
- Paracyclops poppei (Rehberg, 1880)
- Paracyclops punctatus Karaytug & Boxshall, 1998
- Paracyclops rehbergi Mahoon & Zia, 1985
- Paracyclops reidae Karaytug & Boxshall, 1998
- Paracyclops rochai Karaytug & Boxshall, 1998
- Paracyclops sitiseiensis Harada, 1931
- Paracyclops smileyi Strayer, 1989
- Paracyclops timmsi Kiefer, 1969
- Paracyclops uenoi ItoTak, 1962
- Paracyclops vagus Lindberg, 1939
- Paracyclops waiariki Lewis M.H., 1975
- Paracyclops yeatmani Daggett & Davis, 1974